# Аквапланирование
Аквапланирование — это возникновение гидродинамического клина в пятне контакта шины — то есть полная или частичная потеря сцепления, вызванная присутствием водяного слоя, отделяющего шины движущегося транспортного средства от дорожной поверхности. При этом транспортное средство практически неуправляемо. Возникает, когда скорость достигает критического значения, при котором колесо не успевает удалять воду из пятна контакта. Чем больше водная плёнка на поверхности дороги и меньше остаточная глубина протектора шины, тем выше риск аквапланирования.

## Критическая скорость
Полигонные испытания показывают, что критическая скорость появления аквапланирования находится в пределах 70—100 км/ч.
В реальных условиях скорость, при которой колесо может «всплыть», зависит от множества факторов (ровности и шероховатости дорожного покрытия, толщины слоя воды, конструкции протектора шины, величины его износа, давления в шине, состояния подвески и пр.) и может быть даже 40 км/ч.

## Поведение автомобиля и контрмеры
Когда автомобиль попадает в воду одним колесом, мгновенно увеличивается сопротивление движению, и, как следствие, резкое снижение скорости, сопровождаемое ударом, при котором рулевое колесо может быть выбито из рук водителя и автомобиль совершит непроизвольный разворот. Поэтому руль нужно держать двумя руками в положении «10-2» или «9-3» (как на циферблате часов), плотно фиксируя кистями обод руля.
Разворот автомобиля возможен и при въезде в лужу двумя колёсами: толщина слоя воды не бывает одинаковой и после всплытия одно из колёс может коснуться твёрдого основания. Всплытие всех четырёх колёс бывает крайне редко.
Пытаясь стабилизировать автомобиль, водитель нередко поворачивает руль. При всплывших передних колёсах автомобиль на поворот руля не реагирует, но в момент обретения сцепления с дорогой возникает повторный занос в сторону повёрнутых колёс.
Для предотвращения повторного заноса необходимо корректировать его короткими поворотами руля на небольшой угол, сразу возвращая руль в положение «прямо», чтобы избежать рывка в сторону при выезде из лужи.
Для прекращения аквапланирования специалисты советуют отпустить педаль газа: повышенное сопротивление движению, создаваемое слоем воды, и торможение двигателем приведут к быстрому снижению скорости. На заднеприводном автомобиле можно плавно притормаживать (резкое торможение может спровоцировать занос), а на переднеприводном торможение может привести к мгновенной блокировке колёс и заглушить двигатель.
Для предупреждения аквапланирования необходимо не въезжать в лужи на высокой скорости и стараться преодолевать водные препятствия по прямой.

## Конструкция дорожного покрытия
Наличие луж на поверхности дорожного покрытия является его конструктивным дефектом. Для своевременного отвода воды с поверхности дороги необходимо соблюдать государственные стандарты в области дренажа, в том числе принцип поперечного уклона дорожного покрытия. Наличие уклона не менее 4 % (4 см уклона на 1 метр) позволяет своевременно удалять осадки в дренажные системы, тем самым улучшая сцепление шин с дорогой и снижая вероятность аквапланирования.

## Дождевые шины
Дождевые шины позволяют снизить риск аквапланирования и имеют (как правило) направленное строение протектора, плюс глубокие водоэвакуационные каналы.
Обозначаются данные шины:
- пиктограммами с изображением дождя,
- словами (rain — дождь, water или aqua — вода), введёнными в название модели шины.

Популярные дождевые шины всех времён:
- Michelin Pilot Sport
- Michelin Pilot Exalto
- Dunlop Sport 9000
- Pirelli Power 7000
- Goodyear Eagle Aquatred
- Goodyear Eagle F1
- Uniroyal RainSport
- Premiorri Solazo